# Eobard Thawne
O Professor Zoom  é um personagem fictício de histórias em quadrinhos (HQs) da DC Comics, que possui identidade secreta de Eobard Thawne. Também conhecido como o segundo Flash Reverso (ou Anti-Flash), sendo o maior inimigo do Flash (Barry Allen).
Sua estreia aconteceu na revista Showcase 4, marcando o início da Era de Prata dos Quadrinhos, quando alguns personagens da DC foram reinventados novamente.

## Origem
Eobard Thawne era originalmente um criminoso do século 25, que encontrou uma cápsula do tempo contendo o uniforme do Flash. Este usou uma máquina para amplificar a força de aceleração contida na vestimenta, durante o processo o uniforme mudou de cor, com as partes vermelhas tornando-se amarelas e as amarelas tornando-se vermelhas.

## História
O Professor Zoom foi o maior inimigo de Barry Allen. Tão sanguinário quanto o Gorilla Grodd, tão sequelado quanto o Murmúrio e tão rápido quanto qualquer um dos Flash.
Usou seus poderes para cometer crimes, mas foi parado pelo Flash, que avançara no tempo para presenciar a cápsula do tempo sendo aberta, pois ela continha um relógio nuclear com poder de explosão de uma bomba atômica. 
Após uma batalha destrutiva o vilão foi finalmente derrotado, assim Thawne tornou-se obcecado por Barry Allen. Descobriu a identidade secreta do Flash e matou sua esposa Íris. 
Professor Zoom foi morto ao tentar matar a noiva de Barry, Fiona, teve seu pescoço quebrado pelo Flash.
Porém o Reverso apareceu novamente usando Jay Garrick na esteira cósmica que ele utilizava para as viagens no tempo. O Professor pegou Zoom e o Flash Barry Allen para retornar no tempo. Os dois Flash Reversos atacaram Wally, eles tinham pego o velocista escarlate para ver diversas vezes a explosão sônica que matou a família de West. Mas o show do massacre foi impedido por Barry. 
Barry livrou-se do Professor novamente deixando apenas Zoom para Wally. Zoom tentou ativar a esteira cósmica mas acabou morrendo. Wally West retornou ao presente reencontrando-se com Jay que era parecido com o Bart Allen e o kid flash

O Professor Zoom retornou em The Flash: Rebirth #3 (junho de 2009). Durante seu retorno, fica-se sabendo que ele viajou no tempo assassinando a mãe de Barry e provocando a prisão do seu pai, além de ser o responsável pelo retorno do Flash e da aceleração. Ele também assassina o herói chamado Johnny Chambers, o Johnny Quick, durante a série.

## Os Novos 52
Professor Zoom retornou em The Flash (Os Novos 52) #41 com um novo uniforme 4 anos depois de sua última aparição, em Flashpoint (2009) 

## Em outras mídias
- Flash Reverso aparece também no seriado The Flash, ele é o Eobard Thawne (com aparência do Dr. Harrison Wells) um homem que veio de um século distante para matar Barry Allen quando criança, mas o Barry Allen do futuro impediu isso e com raiva o Flash-Reverso matou a mãe de Barry, Nora Allen. Após esta batalha o Reverso perde muito da sua energia, perdendo assim a capacidade de viajar no tempo, e voltar para o futuro. Ele fica preso no passado e então rouba a aparência de Harrison Wells e cria o acelerador de partículas, que de forma proposital, explode e faz com que o Barry adquira o poder da supervelocidade, se tornando então o Flash.
- Eobard Thawne, interpretado por Matt Letscher, é um dos vilões principais e líder da Legião do Mal na segunda temporada de Legends of Tomorrow
- Aparece em Justice League: The Flashpoint Paradox.
- Aparece em Batman: The Brave and the Bold.

## Poderes e habilidades
Eobard Thawne, possui os seguintes poderes
- Força de Aceleração Negativa: o que lhe permite contaminar velocistas menores ou normais com uma forma pura de energia negativa, ou seja, interrompê-los.
- Regeneração: A capacidade de curar ferimentos em poucos minutos ou segundos, rapidamente.
- Força extrema: Ao entrar em contato com a velocidade, ela lhe concede força o suficiente aumentando conforme aumenta sua velocidade.
- Visão em câmera lenta: permite esquivar de objetos que arremessam e derivados. Intangibilidade ao vibrar suas moléculas, podendo passar por objetos ou gerar vibrações em um único local explodindo-o.
- Alta resistência: adquira pela camada cinética que o cerca, protegendo-o do atrito ou conseguir fazê-lo escapar de quedas, grandes impactos em velocidade também como pode viajar no tempo e alterá-lo.
- Velocidade extrema: pode atingir a velocidade da luz, e pode manipular o tempo, podendo correr sobre a água, criar ciclone para transporte de objetos, dar diversos socos em um único segundo.
- Grande intelecto: considerado um gênio, diversos equipamentos tecnológicos e possui um anel semelhante ao de Barry que contem seu traje.
- Miragem de velocidade: atingindo um certo nível de vibração lhe proporciona um "clone".
- Percepção avançada: assim pode pensar em uma velocidade grandiosa e inigualável.